# Понтекс
Понтекс (англ. Ponteix, /ˈpɒntɛks/) — місто на південному заході Саскачевана в Канаді, за 86 км на південний схід від Свіфт-Карент . Він розташований на шосе 628, на північ від шосе 13.

## Демографія
За даними перепису населення 2021 року, проведеного Статистичною службою Канади, населення Понтексу становило 577 осіб, що проживають у 242 з 276 приватних будинків, що на 2,5% більше, ніж у 2016 році, коли воно становило 563 особи.
Згідно з федеральним переписом населення 2011 року, 175 жителів Понтексу говорили обома офіційними мовами (англійською та французькою).

## Історія
У 1908 році отець Альбер-Марі Руайє з регіону Овернь у Франції заснував парафію і село під назвою Нотр-Дам д'Овернь на північ від струмка Нотукеу-Крік. Через п'ять років місто було перенесене на південь від струмка, коли Канадська Тихоокеанська залізниця проклала шлях туди. Після переїзду громаду було перейменовано на Понтекс на честь колишнього приходу отця Руайє у Франції (Ле Понтекс, комуна Еда).
Завдяки сестерам Нотр-Дам-де-Шамбріак у мешканців був доступ до освіти та медицини. Вони збудували монастир та лікарню, яка надала допомогу хворим під час епідемії іспанського грипу у 1919 році. А вже 1927 розпочалося будівництво церкви.
Сьогодні Понтекс багатий культурною та двомовною спадщиною і є центром для навколишніх прерій фермерів та скотарів.

## Визначні пам'ятки

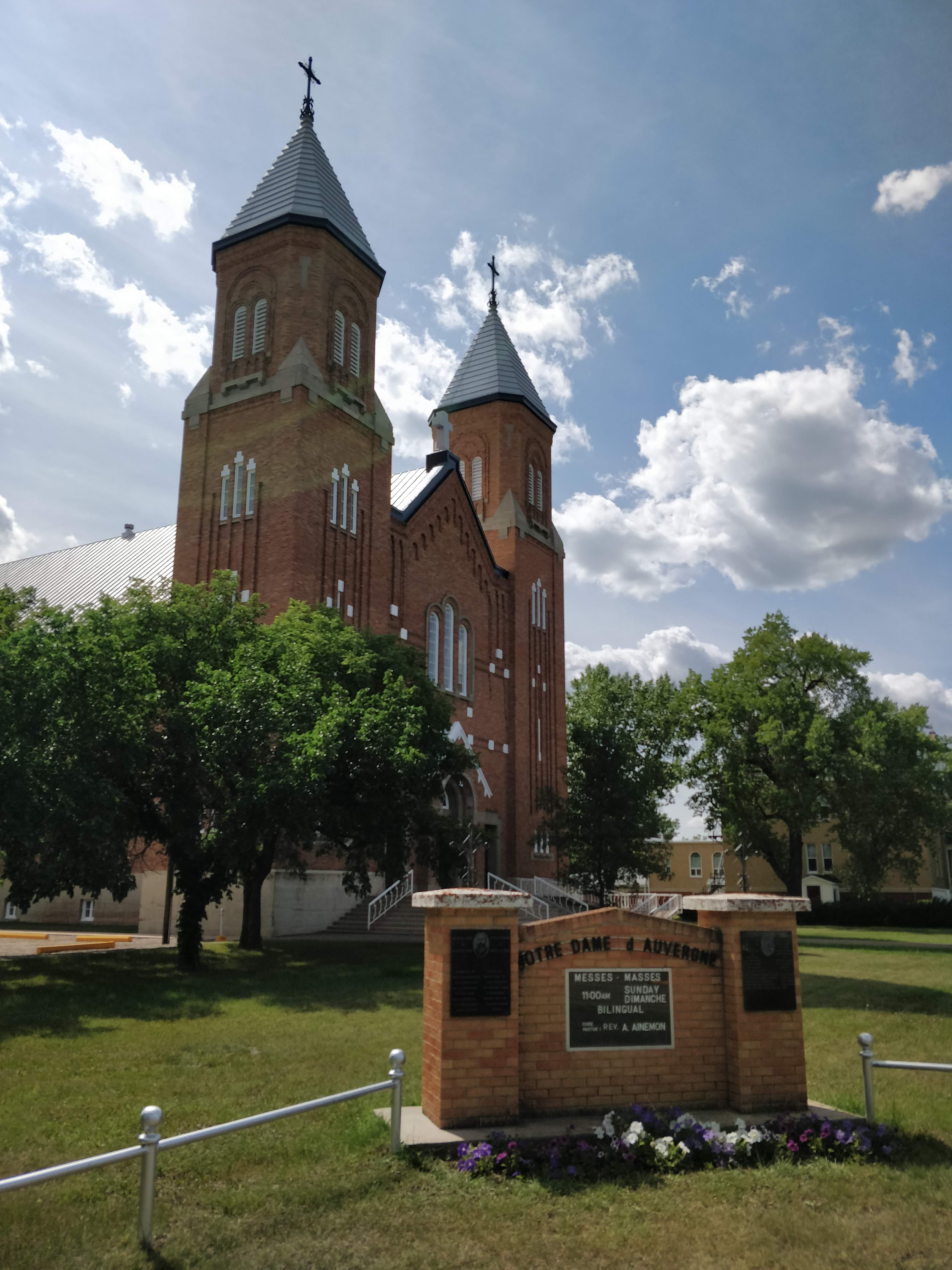
Церква Нотр-Дам-д'Овернь

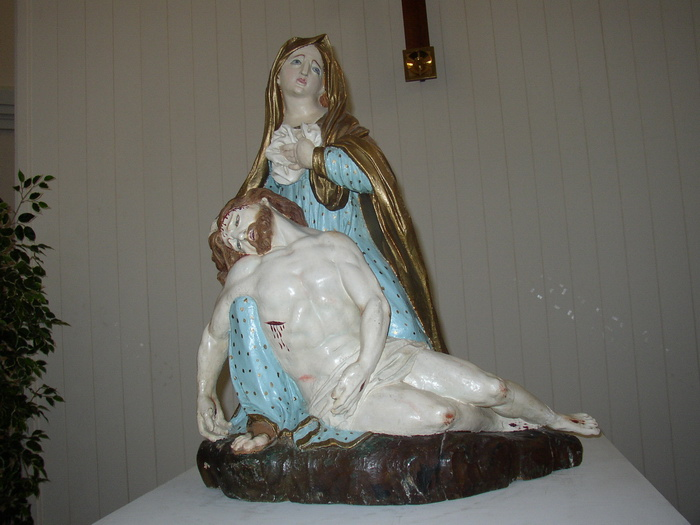
П'єта

Католицька церква Нотр-Дам-д'Овернь, цегляно-бетонна споруда в Понтексі, побудована в 1929 році, має подвійні шпилі та велике різьблення по дереву із зображенням П'єти . Статуя П'єта потрапила до Канади з Франції в 1909 році, тим самим була врятована, коли церква 1916 була знищена пожежею в 1923.

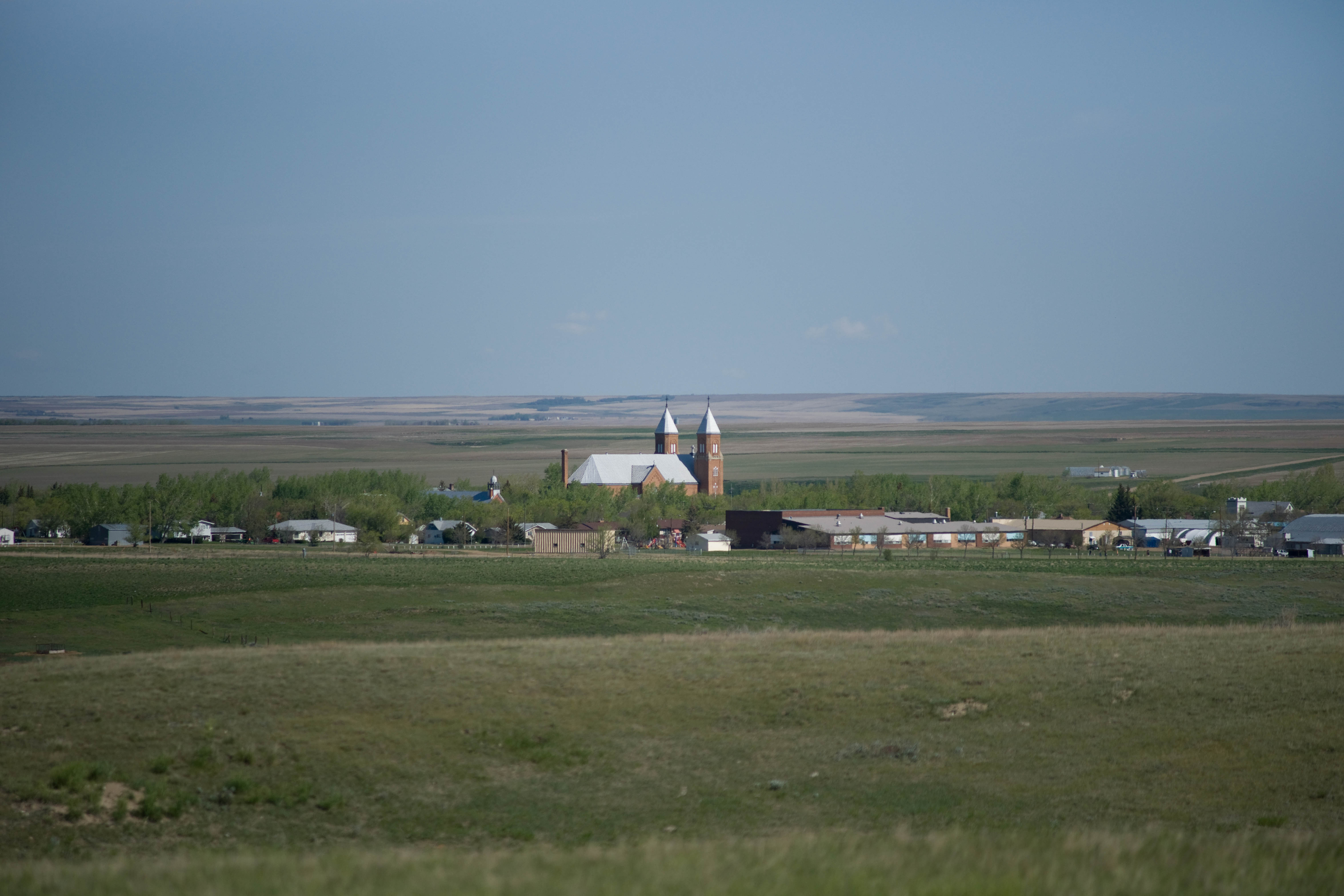
Загальний вид на місто

Марк Лемб, колишній професійний хокеїст, а нині помічник тренера Даллас Старз, народився в Понтексі.